# André Gobert
André Henri Gobert (30. září 1890 Paříž – 6. prosince 1951 Paříž) byl francouzský tenista. Jeho nejlepším grandslamovým výsledkem byla výhra na Wimbledonu ve čtyřhře mužů v roce 1911, ve dvojici s Maxem Decugisem. O rok později dosáhl na wimbledonské trávě nejlepšího singlového výsledku, když postoupil až do finále. Ve stejném roce dosáhl mimořádného úspěchu na olympijských hrách ve Stockholmu, kde nastoupil do halové části tenisového turnaje (již neexistující), kde pak vyhrál dvouhru i čtyřhru mužů, tentokrát ve dvojici s Mauricem Germotem. Hrál levou rukou.